# Dissidenten
I Dissidenten sono un gruppo musicale tedesco nato a Berlino nel 1981.
Ne furono fondatori: Uve Müllrich, Marlon Klein e Friedo Josch.
Dopo esperienze legate alle influenze indiane, nel 1983 furono colpiti dalle sonorità del Nord Africa e scelsero Tangeri come centro di ispirazione e lavoro.
Il loro brano più famoso, "Fata Morgana", ebbe un ottimo successo di critica e di ascolto, principalmente in Italia e Spagna.

## Discografia
- Life at the Pyramids (1985)
- Sahara Elektrik  (1985)
- Out of This World (1988)
- The Jungle Book (1993)
- Love Supreme (1995)
- Instinctive Traveler (1997)
- Live in Europe (1999)
- Mixed Up Jungle (1999)
- Tanger Sessions (2008)
- How Long Is Now?- Unplugged in Berlin  (2013)
- The Memory Of The Waters - Live At Brucknerfest  (2014)
- "We Don't Shoot! - Live (2017)
- Live Series - Zürich/Fabrik (12/1984) (2022)
- Live Series - Berlin/Fabrik - 10/1984 (2022)
- Live Series - Amsterdam/Melkweg - 04/1984 (2022)
- Live Series - Rome 05/1985 (2023)
- Live Series – Festival San Pedro de Alcantara 1982 (2023)
- Live Series - Göttingen 06/1987 (2024)
- Live Series - Bari 05/1987 (2024)
- Live Series - Barcelona 'Fiesta de la Mercè' 09/1986 (2025)